# Ратно-Гурне
Ратно-Гурне (пол. Ratno Górne, нім. Oberrathen) — село в Польщі, у гміні Радкув Клодзького повіту Нижньосілезького воєводства.
Населення — 281 особа (2011).
У 1975-1998 роках село належало до Валбжиського воєводства.

## Демографія
Демографічна структура станом на 31 березня 2011 року:
|          | Загалом | Допрацездатний вік | Працездатний вік | Постпрацездатний вік |
| -------- | ------- | ------------------ | ---------------- | -------------------- |
| Чоловіки | 149     | 23                 | 115              | 11                   |
| Жінки    | 132     | 20                 | 83               | 29                   |
| Разом    | 281     | 43                 | 198              | 40                   |